# Eddy Hellebuyck
Eddy Marcel (Eddy) Hellebuyck (Deinze, 22 januari 1961) is een voormalige Belgische langeafstandsloper, die gespecialiseerd was in de marathon. Hij nam eenmaal deel aan de Olympische Spelen, maar won hierbij geen medailles. Hij schreef verschillende grote marathons op zijn naam. Ook werd hij eenmaal Belgisch kampioen op de halve marathon. Sinds 8 juli 2000 heeft hij de Amerikaanse nationaliteit en kwam hij bij internationale wedstrijden uit voor dit land. Eddy is de zoon van voormalig Belgisch kampioen boksen Daniël 'Dany' Hellebuyck.

## Loopbaan
Zijn eerste grote succes boekte Hellebuyck in 1989 met het winnen van de marathon van Cleveland. Een jaar later won hij de marathon van Otsu in een tijd van 2:13.03. Deze wedstrijd deed dat jaar tevens dienst als Japans kampioenschap. In 1996 nam hij namens België deel aan de Olympische Spelen van Atlanta. Hij eindigde hierbij op een 67e plaats met een tijd van 2:25.04.
In 2004 werd hij voor twee jaar geschorst wegens het gebruik van doping. Tijdens een out-of-competition controle was hij betrapt op het verboden middel epo. Later gaf hij toe sinds 2001 op 40-jarige leeftijd het middel epo te gebruiken.
In 2012 keerde Hellebuyck terug naar België. Hij werd trainer bij AV Toekomst.
Eddy Hellebuyck is vader van vier kinderen.

## Belgische kampioenschappen
| Onderdeel      | Jaar |
| -------------- | ---- |
| halve marathon | 1993 |

## Persoonlijke records
| Onderdeel    | Prestatie | Datum         | Plaats     |
| ------------ | --------- | ------------- | ---------- |
| 10 Eng. mijl | 48.20     | 29 maart 2003 | Louisville |
| 20.000 m     | 58.22,0   | 28 mei 1995   | Brussel    |
| marathon     | 2:11.50   | 10 april 1994 | Antwerpen  |

## Palmares

### halve marathon
- 1985: 8e halve marathon van Egmond - 1:12.21
- 1989: 4e halve marathon van Egmond - 1:06.55
- 1989:  City-Pier-City Loop - 1:02.19
- 1990:  halve marathon van Avignon - 1:02.58
- 1991:  halve marathon van Egmond - 1:06.45
- 1993:  Belgische kampioenschappen - 1:03.38
- 1993: 53e WK in Bristol - 1:03.44
- 1995:  Las Vegas Half-Marathon - 1:00.49
- 1995:  Parkersburg Half-Marathon
- 1996: 4e Las Vegas Half-Marathon

### 10 Eng. mijl
- 2003: ?e 10 EM van Louisville - 48.20

### marathon
- 1984: 97e New York City Marathon - 2:36.28
- 1985:  marathon van Frankfurt - 2:13.31
- 1985: 7e marathon van Rotterdam - 2:14.49
- 1986: 8e marathon van Berlijn - 2:13.45
- 1986: 10e New York City Marathon - 2:14.30
- 1987: 8e Boston Marathon - 2:15.16
- 1987: 20e marathon van Berlijn - 2:16.07
- 1989:  marathon van Tokio - 2:12.16
- 1989:  marathon van Cleveland - 2:14.23
- 1989: 9e Chicago Marathon - 2:17.25
- 1990:  marathon van Otsu - 2:13.03
- 1990: 22e EK in Split - 2:32.23
- 1991:  marathon van Las Vegas - 2:14.14
- 1991: 80e New York City Marathon - 2:31.21
- 1992:  Chicago Marathon - 2:17.55
- 1993: 9e marathon van Tokio - 2:14.10
- 1993:  Chicago Marathon - 2:14.40
- 1993: 10e marathon van Fukuoka - 2:12.27
- 1994: 14e marathon van Tokio - 2:15.54
- 1994:  marathon van Columbus - 2:17.37
- 1994:  marathon van Antwerpen - 2:11.50
- 1995: 10e marathon van Tokio - 2:13.15
- 1995: 5e Chicago Marathon - 2:12.35
- 1996: 7e Londen Marathon - 2:11.53
- 1996: 9e Chicago Marathon - 2:13.19
- 1996: 67e OS in Atlanta - 2:25.04
- 1997:  marathon van Kona
- 1997: 7e marathon van Rome - 2:14.57
- 1998:  Duke City Marathon - 2:39.25
- 1998:  marathon van Kona
- 1998: 25e marathon van Houston - 2:33.36
- 1998: 20e marathon van Rome - 2:28.10
- 1999:  marathon van Tahiti - 2:28.10
- 1999:  marathon van Kaanapali - 2:19.22
- 1999:  Amerikaanse kamp. in Pittsburg - 2:16.58
- 1999: 26e WK in Sevilla - 2:20.18
- 2000: 5e marathon van Pittsburg (Olympic Trials) - 2:18.30
- 2000:  marathon van Kona
- 2001:  marathon van Kona - 2:23.31
- 2001: 8e marathon van Austin - 2:16.47
- 2001: 38e WK in Edmonton - 2:28.01
- 2001: 9e Twin Cities Marathon - 2:21.18
- 2002:  marathon van Kona - 2:40.18
- 2003: 10e Boston Marathon - 2:17.18
- 2003:  Twin Cities Marathon - 2:12.46
- 2004: 8e marathon van Birmingham (Al.) (Olympic Trials) - 2:15.36

### veldlopen
- 1988:  BK AC in Oostende
- 1989:  BK AC in Waregem
- 1990: 105e WK veldlopen (lange afstand) - 36.25
- 1993:  BK AC in Mechelen
- 1994:  BK AC in Monceau-sur-Sambre